# South Portland Street Suspension Bridge
Die South Portland Street Suspension Bridge ist eine Fußgängerbrücke in der schottischen Stadt Glasgow. 1966 wurde das Bauwerk in die schottischen Denkmallisten in der höchsten Denkmalkategorie A aufgenommen. Des Weiteren ist die Brücke Teil eines Denkmalensembles der Kategorie A.

## Geschichte
Am Standort wurde im Jahre 1831 eine 14-bogige Holzbrücke nach einem Entwurf Robert Stevensons erbaut. Sie diente der Entlastung bis zur Fertigstellung der Broomielaw Bridge. Aus Sicherheitsbedenken wurde die Fußgängerbrücke 1846 gesperrt. Die alte Brücke wurde schließlich abgebrochen und durch die heutige South Portland Street Bridge ersetzt. Diese entstand zwischen 1851 und 1853 nach einem Entwurf des schottischen Architekten Alexander Kirkland in Zusammenarbeit mit dem Ingenieur George Martin. 1871 wurde die Brückenkonstruktion durch Bell & Miller überarbeitet. Die Arbeiten schlugen mit 6836 £ zu Buche. Weitere Modernisierungen erfolgten 1898, 1926, 1996 und 2004. In den 1920er Jahren wurden die Hänger vollständig ausgetauscht.

## Beschreibung
Die schmiedeeiserne Kettenbrücke überspannt den Clyde in Glasgow. Sie befindet sich am oberen Hafen zwischen der Broomielaw Bridge und der Victoria Bridge. Zu beiden Seiten der 126 m langen und 4 m breiten Brücke erheben sich klassizistische Pylone. Die Sandsteinpylone sind als Triumphbögen mit ionische Säulen und dorischen Pilastern gestaltet. Der Rundbogen mit reliefierter Archivolte und Schlussstein schließt mit Fries und Gesimse. Die aus Augenstäben zusammengesetzten Ketten verlaufen gepaart oberhalb des Hauptgesimses und sind im Grund verspannt. Der gusseiserne Überbau ist an den Hängern fixiert.